# توماس ج. فيليبسون
توماس ج. فيليبسون هو اقتصادي أمريكي اصول سويدية وقد ولد فيها يذكر انه شغل منصب القائم بأعمال رئيس مجلس المستشارين الاقتصاديين في إدارة ترامب. وغادر منصبه والمجلس نهاية جويلية سنة 2020 ليعود إلى جامعة شيكاغو.  وهو يشغل كرسي دانيال ليفين للسياسة العامة في جامعة شيكاغو ، وله مناصب في كلية هاريس لدراسات السياسة العامة ، وقسم الاقتصاد، وكلية الحقوق. وقد شغل منصب مدير لمعهد بيكر فريدمان في الجامعة.